# 約瑟夫·克魯斯卡爾
小約瑟夫·伯納德·克魯斯卡爾（英語：Joseph Bernard Kruskal, Jr.，/ˈkrʌskəl/，1928年1月29日—2010年9月19日）是一名美國數學家、統計學家、計算機科學家和心理統計學家。

## 早年生活與教育
克魯斯卡爾於1928年1月29日出生於紐約市的猶太家庭，父親老約瑟夫·B·克魯斯卡爾（Joseph B. Kruskal, Sr.）是一名成功的皮草批發商，母親莉蓮·奧本海默在早期電視時代成為著名的摺紙推廣者。
克魯斯卡爾就讀於芝加哥大學，1948年獲得數學學士學位，1949年獲得數學碩士學位。在芝加哥大學完成學業後，克魯斯卡爾進入普林斯頓大學學習，並於1954年獲得博士學位，名義上師從阿爾伯特·W·塔克和羅傑·林登，但實際上師從艾狄胥·帕爾，他與艾狄胥有過兩次非常短暫的對話。克魯斯卡爾曾研究良擬序和多維標度。

## 職業生涯
克魯斯卡爾是美國統計協會會士、心理統計協會前主席和北美分類協會（Classification Society of North America）前主席。1963年，他還發起成立南奧蘭治和梅普爾伍德公平住房委員會並擔任首任主席，並在種族平等會議等其他幾個組織中積極支持民權。
1959年至1993年，他在貝爾實驗室工作。

## 研究工作
在統計學領域，克魯斯卡爾最有影響力的工作是他對多維標度公式的開創性貢獻。在計算機科學領域，他最著名的成果是計算加權圖的最小生成樹（MST）的克魯斯卡爾演算法。演算法首先按權重對邊進行排序，然後透過排序列表向部分MST新增邊，前提是新增的新邊不產生循環。最小生成樹應用於通訊網路的建構和定價。在組合數學中，他因克魯斯卡爾樹定理（1960年）而知名，從數理邏輯的角度來看，這個定理也很有趣，因為它只能以非構造的方式證明。克魯斯卡爾也與語言學家伊西多爾·戴恩和保羅·布萊克（Paul Black）一起將他的研究成果應用於語言學領域，對印歐語系進行了實驗性的語彙統計研究。他們的資料庫至今仍被廣泛使用。

## 個人生活
克魯斯卡爾有兩個著名的兄弟：馬丁·大衛·克魯斯卡爾和威廉·克魯斯卡爾，馬丁是孤波的共同發明者，而威廉則發展了克魯斯卡爾-沃利斯單向變異數分析法。約瑟夫·克魯斯卡爾的侄子之一是著名的電腦科學家和教授克萊德·克魯斯卡爾。

## 外部連結
- 約瑟夫·克魯斯卡爾在數學譜系計畫的資料。
- The Dyen, Kruskal and Black lexicostatistical database （页面存档备份，存于） :  the 200-meaning Swadesh lists for 95 Indo-European languages.
- MacTutor biography of Joseph Kruskal （页面存档备份，存于）